# Chiesa di Sant'Elisabetta (Lecce)
La chiesa di Sant'Elisabetta è una piccola chiesa di Lecce, situata in via Libertini, nel centro storico della città. Anticamente era dedicata a sant'Andrea Apostolo ed è conosciuta anche come Chiesa Nova.

## Storia
La chiesa, anticamente dedicata a Sant'Andrea, è conosciuta anche come “Chiesa Nova o di Sant'Elisabetta”. La sua edificazione risale al 1519 e fu voluta dai canonici Lateranensi, poi passò alla famiglia Mattei, fondatori di Novoli e Palmariggi, successivamente alla famiglia Pedio e per ultimo al galatinese Francesco Micheli, (ex presidente del Tribunale di Lecce e consigliere della Corte di cassazione), la cui moglie, Matilde Scarciglia, l'ha donata all'arcidiocesi di Lecce. La chiesa, nel 1586 fu affidata ai padri teatini, oggi è conosciuta con il nome di Sant'Elisabetta, in quanto per due secoli vi officiò la Confraternita della Visitazione della Vergine a sant'Elisabetta. Ristrutturata nel 2002 fu affidata, da Cosmo Francesco Ruppi, prima al Servizio di Pastorale Giovanile, poi all'Ufficio Missionario dell'arcidiocesi, che l'ha fatta divenire un contenitore culturale denominato "PORTO APERTO".

## Descrizione
Il prospetto si presenta semplice e lineare, con un piccolo portale rinascimentale sormontato da un rosone rifatto nel XIX secolo.
L'interno, di piccole dimensioni, è a navata unica con copertura a volta. Nella zona absidale si innalza una cupola emisferica con tamburo. Quattro settecenteschi altari laterali, due per lato, presentano interessanti tele raffiguranti la Pietà, sant'Antonio da Padova e san Gerardo Maiella e una statua in cartapesta di sant'Elisabetta d'Ungheria (XVIII secolo). Sull'altare maggiore è posizionata la statua in cartapesta della Madonna Assunta, opera della fine del XVII secolo. Ottocentesche sono infine le quattordici stazioni della Via Crucis presenti sulle pareti.